# Angelókastro (ort i Grekland, Västra Grekland)
Angelókastro (Angelokastro) är en ort i Grekland.   Den ligger i prefekturen Nomós Aitolías kai Akarnanías och regionen Västra Grekland, i den centrala delen av landet, 220 km väster om huvudstaden Aten. Angelókastro ligger 117 meter över havet och antalet invånare är 1 220.
Terrängen runt Angelókastro är platt norrut, men söderut är den kuperad. Runt Angelókastro är det ganska tätbefolkat, med 172 invånare per kvadratkilometer. Närmaste större samhälle är Agrínio, 11,5 km nordost om Angelókastro. Trakten runt Angelókastro består till största delen av jordbruksmark.